# 氷見市立十三中学校
氷見市立十三中学校（ひみしりつ じゅうさんちゅうがっこう）は、富山県氷見市にある市立中学校。

## 概要
校庭に江戸時代の剣豪、斎藤弥九郎の銅像がある。 平成30年度の学校祭では、全国的にも珍しいドローン飛行によるオープニングムービーの撮影を行った。

## 沿革
- 1954年4月1日 - 氷見市に編入のため、氷見市立十三中学校と校名変更[2]
- 1979年3月9日 - プール完成、披露式[3]。

## 通学区域
湖南小の通学区域

## 周辺
- 富山県道・石川県道76号氷見惣領志雄線
- 能越自動車道 氷見南インターチェンジ

## 主な卒業生
- 林正之 - 氷見市長
- 正保哲也-氷見市議会議員